# Basale voorhersenen
De basale voorhersenen of de pars basalis telencephali vormen een structuur die schuin onder het striatum ligt. De basale voorhersenen bestaan onder andere uit de nucleus accumbens, de nucleus basalis van Meynert, de substantia innominata, de diagonale band van Broca en de nucleus septalis medialis. Deze structuren zijn belangrijk voor de aanmaak van acetylcholine, een neurotransmitter die van hieruit over de hele hersenen wordt verspreid. De basale voorhersenen zijn de belangrijkste bron van acetylcholine in het centraal zenuwstelsel.

## Functie
Acetylcholine zorgt voor waakzaamheid. Door de basale voorhersenen te stimuleren, wordt er meer acetylcholine geproduceerd. Hierdoor ontstaan waakzaamheid en remslaap. Wanneer er minder acetylcholine wordt geproduceerd, ontstaat diepe slaap. De basale voorhersenen worden daarom in verband gebracht met slaapritmes.

## Disfunctie
Naast de invloed op het slaap-waakritme, zorgt acetylcholine er ook voor dat zenuwcellen met elkaar kunnen communiceren. Het draagt daarnaast bij aan neurale plasticiteit, wat essentieel is voor leren. Schade aan de basale voorhersenen kan leiden tot een gebrek aan acetylcholine, waardoor communicatie binnen het brein kan afnemen. Daarnaast kan het ertoe leiden dat iemand minder goed kan leren. Verder kan schade aan de basale voorhersenen zorgen voor geheugenverlies en confabulatie.
Een gebruikelijke oorzaak van schade aan de basale voorhersenen is een aneurysma aan de arteria communicans anterior.